# جاك لافلور
جاك لافلور (20 نوفمبر 1932 - 4 ديسمبر 2010) سياسي فرنسي ولد في نوميا، كاليدونيا الجديدة التابعة لفرنسا.
كان لافلور زعيمًا لأحد الحزبين المناهضين للاستقلال في كاليدونيا الجديدة، وهو حزب التجمع من أجل كاليدونيا في الجمهورية. كان من الموقعين على اتفاقيات ماتينيون في عام 1988 واتفاقية نوميا في عام 1998. انتخب نائبًا في 16 يونيو 2002 للدورة الثانية عشرة للهيئة التشريعية (2002-2007) ممثلا عن الدائرة الأولى في كاليدونيا الجديدة. استولى على السلطة نتيجة انتخابات 9 مايو 2004 والتي دفعت بحزب جديد يُدعى «المستقبل معًا» (مجموعة أفينير)، إلى السيطرة على حكومة المقاطعة الجنوبية.

## الإدانة بتهمة القذف
لافلور الذي نشأت ثروته جزئيًا من مصالح التعدين، قام بتشويه سمعة وترهيب برونو فان بيتيجم الحائز على جائزة جولدمان البيئية بسبب جهوده لحماية البيئة في كاليدونيا الجديدة.